# James Davies (ciclista nascido em 1934)
James W. "Jimmy" Davies (nascido em 1934) é um ex-ciclista canadense que competia em provas de estrada. Ele representou o Canadá nos Jogos Olímpicos de Verão de 1956, em Melbourne.